# CodeMyPic
CodeMyPic ist ein freier, didaktisierter, quelltextbasierter Grafikeditor, dessen Zielsetzung es ist, Schülerinnen und Schülern einen Einblick in den Aufbau sowie die Funktionsweise von einfachen, ASCII-basierten Bildkodierungen zu ermöglichen. Er ist in JavaScript programmiert und bietet unter anderem eine Seite-an-Seite-Darstellung, die den Quelltext sowie die Grafikdarstellung einer Bilddatei nebeneinander zeigt. Er unterliegt der Creative Commons BY-NC-SA-Lizenz.

## Funktionsweise
Das Hauptfenster des Editors besteht aus einem Quelltextfeld, einem Grafikfeld sowie einer Menüleiste, die typische Bedienmöglichkeiten bietet. Die Hauptfunktionalität besteht darin, dass die über das Quelltextfeld eingegebenen Quelltexte unterstützter Grafikformate simultan interpretiert und als Bild innerhalb des Grafikfeldes ausgegeben werden. Die Zielsetzung ist hier ganz klar das Vermitteln der Arbeitsweise einfacher Bildkodierungen und nicht die professionelle Bearbeitung von Grafikdateien.
Produktives Arbeiten ist im Hinblick auf das Erstellen und Bearbeiten von SVG-Grafiken aber dennoch durchaus möglich. Hierzu bietet der Editor die in Quelltexteditoren für Auszeichnungssprachen üblichen Funktionalitäten der Autovervollständigung sowie des automatischen Einrückens der Auszeichner.

## Didaktisches Konzept
Durch seine Funktionsweise vernetzt der Editor die symbolische Darstellungsebene von Bildkodierungen (Quelltext) mit deren ikonischer Darstellung (Grafik). Da Änderungen am Quelltext sich unmittelbar auf die dargestellte Grafik auswirken, ist das Arbeiten mittels CodeMyPic zudem enaktiv, da die Konsequenzen des Handels unmittelbar ersichtlich werden. Der Editor bildet somit das ursprünglich aus der Mathematikdidaktik stammende, aber inzwischen in den meisten Fachdidaktiken etablierte, E-I-S-Prinzip vollständig ab.

## Unterstützte Grafikformate
- Portable Bitmap (PBM)
- Portable Graymap (PGM)
- Portable Pixmap (PPM)
- Scalable Vector Graphics (SVG)